# Et tu, Brute?
„И ти ли, Бруте?“ (на латински: Et tu, Brute?) са според легендите последните думи на диктатора Юлий Цезар, обръщение към неговия убиец Марк Юний Брут. В по-ново време „И ти ли, Бруте?“ се използва в случаи, когато говорещият счита, че е предаден.

## История
По време на мартенските иди (15 март) 44 пр.н.е. заговорниците, начело с Брут и Гай Касий Лонгин убиват Цезар, който считал Брут за свой приятел. В началото Цезар се съпротивлявал, но виждайки Брут, изрекъл тези легендарни думи и се оставил да бъде убит.
По всичко личи, че Цезар не е казал точно Et tu, Brute?. Според различни негови съвременници той или е умрял без да пророни и звук или е казал на гръцки „И ти ли, сине мой?“ (на старогръцки: Και σύ, τέκνον;) или на латински „И ти, Бруте, сине мой!“ (на латински: Tu quoque, Brute, fili mi!). Най-разпространеният в наши дни вариант на тази фраза идва от пиесата на Уилям Шекспир „Юлий Цезар“.

## Трактовка
Фразата „И ти ли, Бруте?“ се е възприемала като въпрос, свързан с потреса от предателството на Брут. Неотдавна се появяват твърдения, че тя по-скоро има смисъл на проклятие и заплаха. Според теория Цезар адаптирал думи от гръцка фраза, която станала пословица сред римляните. В пълния си вариант фразата звучала като „И ти, сине мой, да почувстваш вкуса на властта“. Произнасяйки първите думи от нея, Цезар проклел Брут, предвещавайки и неговата насилствена смърт. Думите му са интерпретирани и като „Ти си следващия“.